# Alois Posch
Alois Posch (19. června 1846 Sankt Marein im Mürztal – 5. srpna 1904 Sankt Marein im Mürztal) byl rakouský politik, na konci 19. a počátkem 20. století poslanec Říšské rady.

## Biografie
Profesí byl sedlákem. Převzal rodinný statek, který vzorně vedl a výrazně rozšířil. Zaměřoval se na chov dobytka. Byl aktivní veřejně i politicky. Roku 1873 se stal starostou rodného Sankt Marein im Mürztal. V letech 1877–1902 zasedal jako poslanec Štýrského zemského sněmu. Na zemském sněmu zastupoval zájmy zemědělců. Od roku 1867 byl členem a od roku 1898 i 2. místopředsedou Štýrské zemědělské společnosti.
V 70. letech 19. století se zapojil i do celostátní politiky. V doplňovacích volbách roku 1877 získal mandát v Říšské radě za kurii venkovských obcí, obvod Bruck, Leoben atd. Slib složil 25. ledna 1877. Za týž obvod mandát obhájil i ve volbách do Říšské rady roku 1879, volbách do Říšské rady roku 1885, volbách do Říšské rady roku 1891, volbách do Říšské rady roku 1897 a volbách do Říšské rady roku 1901. V parlamentu setrval do své smrti roku 1904. Pak ho nahradil Hans Resel.Profesně byl k roku 1897 uváděn jako majitel nemovitostí a zemský poslanec.
Zpočátku byl německým liberálem (tzv. Ústavní strana). Jako ústavověrný poslanec přistoupil v listopadu 1881 k nově utvořenému klubu Sjednocené levice, do kterého se spojilo několik liberálně orientovaných politických proudů. Do klubu Sjednocené levice patřil i po volbách roku 1885. V roce 1890 se uvádí jako poslanec klubu Deutschnationale Vereinigung. Později byl členem Německé lidové strany. Profiloval se na zemědělských tématech a byl odpůrcem ministra zemědělství Julia von Falkenhayna.